# Leoncio Evita Enoy
Leoncio Evita Enoy (Udubuandolo, 8 de agosto de 1929 - Bata, dezembro de 1996), foi um escritor da Guiné Equatorial

## Carreira
Estudou numa escola de San Carlos e cursou pintura por correspondência. Trabalhou na Escola de Artes e Ofícios de Bata e como contribuinte para a revista literária Poto-Poto. Viveu em Camarões entre 1953 e 1960.

## Obras
- "Cuando los combes luchaban", 1953, considerada a primeira da Guiné Equatorial
- "Alonguegue (No me salvaré)
- 'El guiso de Biyé".